# Thismia chrysops
Thismia chrysops är en enhjärtbladig växtart som beskrevs av Henry Nicholas Ridley. Thismia chrysops ingår i släktet Thismia och familjen Burmanniaceae. Inga underarter finns listade i Catalogue of Life.